# Karmacode
Karmacode е четвъртият албум на италианската готик метъл група Lacuna Coil, издаден на 31 март 2006 в някои държави на Европа, 3 април в Англия и други Европейски държави, 4 април в Северна Америка и 5 април в още Европейски държави.
В интервю в списанието Rock Sound брой 82 озаглавено "Lacuna Coil – Намиране на кода", вокалистката Кристина Скабия потвърди, че песента Without Fear е на италиански.
Песента Enjoy the Silence е кавър (Depeche Mode). Песента е клипирана, заедно с Closer и Our Truth.
Албумът има различен стил от предишните. Оставяйки техно готик звученето, Karmacode комбинира ню метъл звучене с хардрок и женски вокал. Според Андреа, този албум е опит за „засилване“ звученето на групата. Този опит е повлиян от възхищението на групата от групи като Корн.

## Песните в албума
1. Fragile – 4:26
2. To the Edge – 3:22
3. Our Truth – 4:03
4. Within Me – 3:39
5. Devoted – 3:52
6. You Create – 1:32
7. What I See – 3:41
8. Fragments of Faith – 4:10
9. Closer – 3:01
10. In Visible Light – 3:59
11. The Game – 3:32
12. Without Fear – 3:59
13. Enjoy the Silence – 4:05